# Paul Falk
Paul Falk (Dortmund, 1921. december 21. – Queidersbach, 2017. május 20.) olimpiai, világ- és Európa-bajnok német műkorcsolyázó.

## Pályafutása
1947 és 1952 között hat alkalommal nyerte meg a német (NSZK) bajnokságot párosban Ria Barannal, akivel az életben is egy párt alkottak. 1951-ben és 1952-ben világ- és Európa-bajnokságot, az 1952-es oslói olimpián aranyérmet nyert társával.

## Eredményei
| Esemény                | 1947 | 1948 | 1949 | 1950 | 1951 | 1952 |
| ---------------------- | ---- | ---- | ---- | ---- | ---- | ---- |
| Olimpiai játékok       |      |      |      |      |      | 1.   |
| Világbajnokság         |      |      |      |      | 1.   | 1.   |
| Európa-bajnokság       |      |      |      |      | 1.   | 1.   |
| Német bajnokság (NSZK) | 1.   | 1.   | 1.   | 1.   | 1.   | 1.   |